# Krupice (gromada)
Krupice – dawna gromada, czyli najmniejsza jednostka podziału terytorialnego Polskiej Rzeczypospolitej Ludowej w latach 1954–1972.
Gromady, z gromadzkimi radami narodowymi (GRN) jako organami władzy najniższego stopnia na wsi, funkcjonowały od reformy reorganizującej administrację wiejską przeprowadzonej jesienią 1954 do momentu ich zniesienia z dniem 1 stycznia 1973, tym samym wypierając organizację gminną w latach 1954–1972.
Gromadę Krupice z siedzibą GRN w Krupicach utworzono – jako jedną z 8759 gromad – w powiecie siemiatyckim w woj. białostockim, na mocy uchwały nr 21/V WRN w Białymstoku z dnia 4 października 1954. W skład jednostki weszły obszary dotychczasowych gromad Krupice, Rogawka, Klukowo i Klekotowo ze zniesionej gminy Krupice w tymże powiecie. Dla gromady ustalono 13 członków gromadzkiej rady narodowej.
31 grudnia 1959 do gromady Krupice przyłączono wsie Słochy Annopolskie i Ogrodniki oraz kolonię Czerwony Bór ze zniesionej gromady Słochy Annopolskie.
Gromadę Krupice zniesiono 1 stycznia 1972, a jej obszar włączono do nowo utworzonej gromady Siemiatycze.